# エドワード・ブルース
エドワード・ブルース（英語：Edward Bruce, 中世ゲール語：Edubard a Briuis, 1275年頃 - 1318年10月14日）は、アイルランド上王（在位：1315年 - 1318年）、キャリック伯（在位：1315年 - 1318年）。スコットランド王ロバート1世の弟。
兄ロバートのスコットランド王即位を助けた後、アイルランド諸侯の支持とロバートの支援を受けてアイルランド上王に即位し、アイルランドに侵攻してイングランドの勢力に対抗した。
| 爵位・家督       | 爵位・家督                   | 爵位・家督          |
| ---------------- | ---------------------------- | ------------------- |
| 先代 ロバート1世 | キャリック伯 1314年 - 1318年 | 次代 アレグザンダー |